# Сабатье, Арман
Арман Сабатье (14 января 1834, Ган — 22 декабря 1910, Монпелье) — французский врач, зоолог, цитолог, гистолог, остеолог и педагог, профессор сравнительной анатомии и зоологии, декан факультета наук университета Монпелье.

## Биография
Арман Сабатье родился в протестантской семье. Образование получил в лицее в Монпелье, а потом на естественном и медицинском факультетах. С 1855 года был адъюнктом по анатомии в университете в Монпелье, в 1858 году выезжал на стажировку в Лион. В 1862 году получил звание доктора медицины в Монпелье и стал прозектором по кафедре анатомии; интересовался сравнительной анатомией позвоночных. Во время Франко-прусской войны 1870—1871 годов служил начальником санитарного отряда, после войны защитил в 1873 году диссертацию, став экстраординарным профессором естественных наук Парижского университета. Благодаря этому спустя три года, в 1876 году, занял должность ординарного профессора сравнительной анатомии в университете в Монпелье, в эти годы посвятив себя изучению беспозвоночных, в первую очередь ракообразных и червей. Был первым французским зоологом, занимавшимся гистологией, с 1881 года занимался также цитологией. Потом был директором Зоологического института университета в Монпелье.
Занимаясь изучением прибрежных экосистем, был убеждён в необходимости создания полевой лаборатории для исследования морской среды, дабы изучать собранные здесь образцы. С этой целью в 1879 году его усилиями была основана морская биостанция в Сете на берегу лагуны Тау. Первоначально она находилась в небольшой рыбацкой хижине, но в 1906 году получила его стараниями полноценное здание, что позволило Сабатье создать там настоящую научную школу морской биологии.
Его работы посвящены отчасти медицине и физиологии (дыхание черепных), но наиболее важные — эмбриологии и зоологии: «Anatomie de la moule commune (Mytilus edulis)» («M é m. Acad. Montpellier», т. 8, 1872—1875), "D e la spermatogenèse chez les Crustacés decapodes («C. R. Ac. Sc.», Paris, v. 100, 1885), «De la spermatogenè se chez les Plagiostomes et Amphibiens» («C. R. Ac. Sc.», Paris, 1882). Ряд мелких заметок относительно скелета и мускулатуры позвоночных, в частности, рыб, а также статьи, посвящённые общим вопросам о жизни и смерти, о бессмертии с эволюционной точки зрения и так далее. На русский язык переведены его работы «Опыт исследования о жизни» и «О бессмертии души» (1898).